# 51 Нім
51 Нім — астероїд головного поясу, відкритий 22 січня 1858 року.